# 제51회 영국 아카데미 영화상
제51회 영국 아카데미 영화상은 1997년의 최고의 영화를 기리기 위해 1998년 4월 19일에 열린 시상식이다. 런던, Grosvenor House Hotel에서 개최되었다.

## 수상

### 작품상
- 풀 몬티 - Uberto Pasolini 수상

### 알렉산더 코다 상
- 닐 바이 마우스 - 뤽 베송 수상

### 데이빗 린 상
- 로미오와 줄리엣 - 바즈 루어만 수상

### 남우주연상
- 풀 몬티 - 로버트 칼라일 수상

### 여우주연상
- 미세스 브라운 - 주디 덴치 수상

### 남우조연상
- 풀 몬티 - 톰 윌킨슨 수상

### 여우조연상
- 아이스 스톰 - 시고니 위버 수상

### 각본상
- 닐 바이 마우스 - 게리 올드만 수상

### 각색상
- 로미오와 줄리엣 - 크레이그 피어스 수상

### 편집상
- LA 컨피덴셜 - 피터 호네스 수상

### 촬영상
- 도브 - 에두아르도 세라 수상

### 음향상
- LA 컨피덴셜 - Terry Rodman 수상

### 의상상
- 미세스 브라운 - 데어드르 클란시 수상

### 분장상
- 도브 - Sallie Jaye 수상

### 특수시각효과상
- 제5원소 - 마크 스텟슨 수상

### 프로덕션디자인상
- 로미오와 줄리엣 - 캐서린 마틴 수상

### 외국어영화상
- 라빠르망 - 조지스 베나욘 수상

### 단편애니메이션작품상
- 무대 공포증 - 헬렌 나바로 수상

### 단편영화작품상
- Mandy Sprague 수상

### 안소니 아스퀴스상
- 로미오와 줄리엣 - Nellee Hooper 수상

## 같이 보기
- 제70회 아카데미상
- 제23회 세자르상
- 제50회 미국 감독 조합상
- 제11회 유럽 영화상
- 제55회 골든 글로브상
- 제18회 골든 래즈베리상
- 제4회 미국 배우 조합상
- 제50회 미국 작가 조합상